# Paweł Huelle

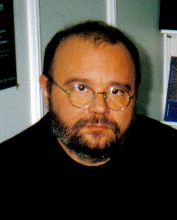
Paweł Huelle (2007)

Paweł Marek Huelle (* 10. September 1957 in Danzig; † 27. November 2023) war ein polnischer Schriftsteller.

## Leben
Nach dem Studium der Literaturwissenschaft an der Universität Danzig arbeitete Paweł Huelle zunächst als Journalist. Von 1980 bis zum Verbot der Solidarność im Jahr 1981 war er in deren Pressestelle tätig. Außerdem war er Lehrer für Literatur, Philosophie und Geschichte. Nach dem Systemwechsel in Polen war er in den 1990er-Jahren kurzzeitig Intendant beim Polnischen Fernsehen in Danzig.
Paweł Huelle starb im November 2023 im Alter von 66 Jahren.

## Weiser Dawidek
Als Schriftsteller machte Huelle sich mit seinem ersten Roman Weiser Dawidek sofort einen Namen. Das Buch wurde von der polnischen Kritik als Meisterwerk und wichtigstes Werk der 1980er-Jahre gefeiert. Es ist in viele Sprachen übersetzt und im Jahr 2000 durch Wojciech Marczewski verfilmt worden.

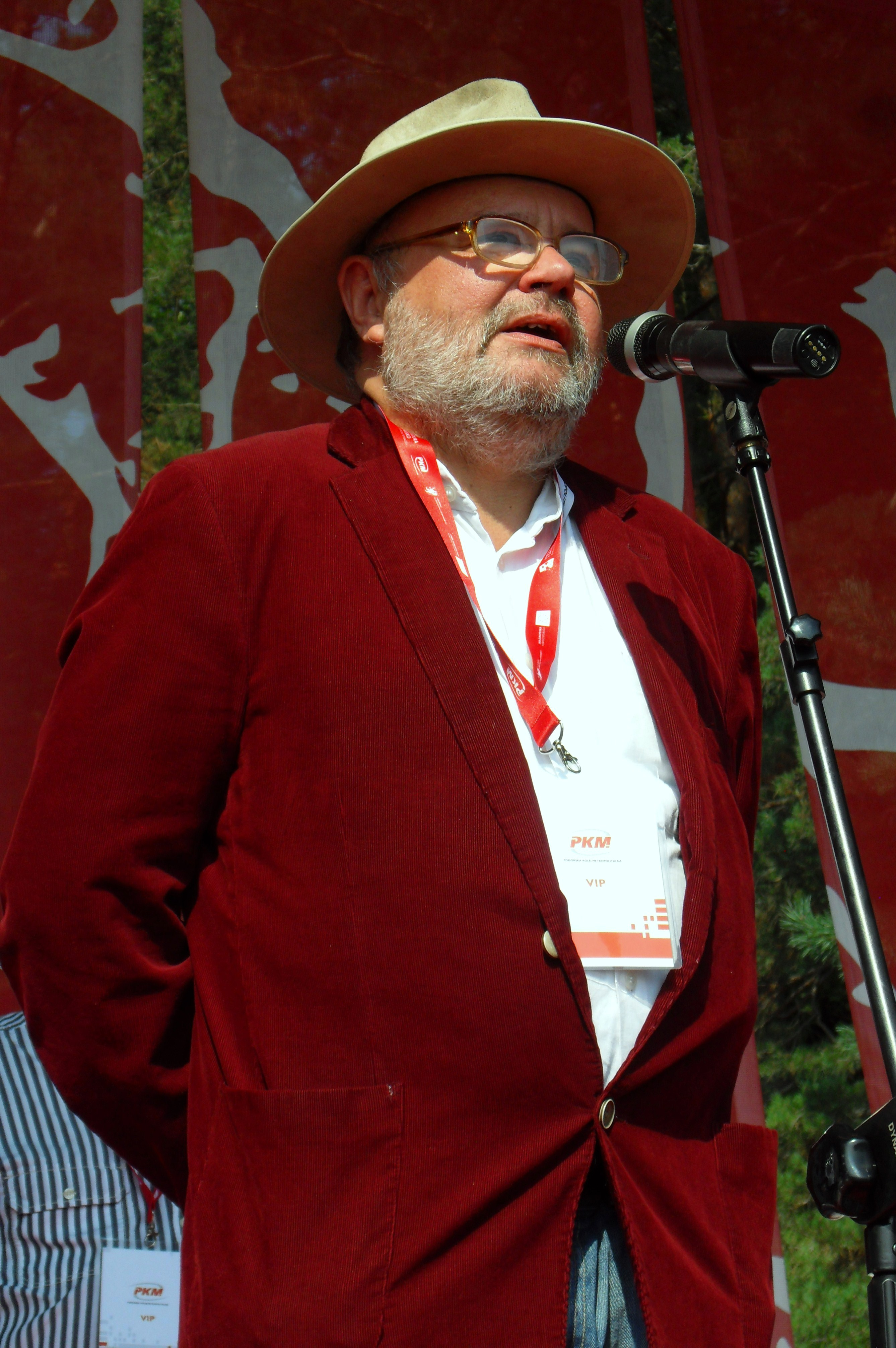
Paweł Huelle (2014)

„Ist es nicht ganz einfach so, dass der Autor in die Figur Dawid Weisers, wie in eine Schatulle, all jene Sehnsüchte der Polen gelegt hat: Flucht vor Dummheit, Tyrannei, Terror des Kollektivs. Und auf der anderen Seite: Klugheit, Effektivität, Güte und ein eigentümlicher Sinn für Humor? Wir können in diesem Werk die Züge des jüdischen Genies erkennen, das – aus Polen vertrieben – uns bis heute den Stempel einer gewissen Unzulänglichkeit und Mangelhaftigkeit aufdrückt. Aber das ist nur eine von vielen möglichen Interpretationen, mit denen wir uns unseren unheilbaren Ängsten und nicht zu stillenden Bedürfnissen nähern. Wenn ja, dann sind wir schließlich alle und überall auf der Suche nach Dawid Weiser.“

## Literarischer Kontext
Ähnlich wie bei Günter Grass und seinem Danziger Kollegen Stefan Chwin kreisen seine Erzählungen vor allem um die Stadt Danzig, deren Geschichte und deren Einwohner. Es gelang ihm, eine Kontinuität der deutschen Geschichte zur polnischen Geschichte Danzigs, ganz ohne politische Animositäten, herzustellen. Gemeinsam mit Cezary Harasimowicz und Klaus Richter schrieb er 2005 das Drehbuch zu Robert Glińskis Unkenrufe – Zeit der Versöhnung, der Verfilmung des gleichnamigen Günter-Grass-Romans.

## Preise und Auszeichnungen
1997 wurde Paweł Huelle für den wichtigen polnischen Literaturpreis Nike nominiert. 2005 wurde er mit dem Samuel-Bogumil-Linde-Preis ausgezeichnet.

## Werke
- Weiser Dawidek. 1987 (dt. 1990, Luchterhand. ISBN 3-630-86720-0)
- Schnecken, Pfützen, Regen und andere Geschichten aus Gdansk. 1996
- Silberregen. 2000
- Verschollene Kapitel. 2002
- Mercedes-Benz. 2003
- Castorp. 2004
 In Castorp bezieht sich Huelle auf die literarische Figur Hans Castorp aus Thomas Manns Zauberberg und erzählt die Geschichte des Studenten Hans Castorp in Danzig, die im Zauberberg nicht explizit erzählt wird. Dort heißt es nur: … damals hatte er vier Semester Studienzeit am Danziger Polytechnikum hinter sich … Huelle lässt historische Figuren wie den Gründungsdirektor der Hochschule, Hans von Mangoldt, auftreten. Auf langen Spaziergängen und Ausflügen lernt Castorp Danzig und die Umgebung (v. a. das Seebad Zoppot) kennen. Er leidet unter einer depressiven Phase und einer unglücklichen Liebe. Die Stimmung der Zeit wie Ressentiments der Deutschen gegen Polen und Kaschuben sowie die politische Situation in Russland bilden den Hintergrund des Romans.